# Musica reservata
La musica reservata (o musica secreta) en historia de la música hace referencia a un estilo o bien a una práctica interpretativa de música vocal a capella de la segunda mitad del siglo XVI cultivada principalmente en Italia y el sur de Alemania, que implica un gran refinamiento, exclusividad e intensa expresión emocional del texto cantado.

## Descripción
Desde que se descubrió el término a finales del siglo XIX, su interpretación ha sido motivo de inquietud y controversia para los musicólogos. En general, se supone que se refiere a un aspecto central del estilo o de la interpretación de la música en la segunda mitad del siglo XVI. Como el término no aparece con frecuencia y las explicaciones son en ocasiones oscuras o totalmente contradictorias, hay que tener mucha cautela a la hora de elaborar una definición. A pesar de las contradicciones encontradas en las fuentes contemporáneas, hay cuatro aspectos que parecen claros en cuanto a la musica reservata:
1. Implicaba la utilización de progresiones y una voz principal cromáticas, que constituye un modo de componer que estuvo de moda en la década de 1550 en madrigales y motetes. Jean Taisnier asocia este tipo de música con el cromatismo.[2][3]
2. Conllevaba un particular estilo de interpretación, quizás con ornamentación adicional u otros métodos emotivos.
3. Empleaba el figuralismo, es decir, el uso de recursos o figuras musicales específicas y reconocibles para ilustrar determinadas palabras en el texto.
4. Esta música era creada para ser interpretada y para ser apreciada por grupos reducidos de eruditos.

## Compositores
Entre los compositores que cultivaron este estilo se incluyen:
- Nicola Vicentino, que escribió en este estilo en su L'antica musica ridotta alla moderna prattica (1555). Él mismo lo describe como música "para oídos adiestrados y diversión de señores y príncipes".
- Philippe de Monte, el prolífico compositor de madrigales, que trabajó principalmente en Viena.
- Orlando di Lasso, el compositor renombrado y versátil que trabajó en Múnich, cuyo Prophetiae Sibyllarum, escrito probablemente en la década de 1560, podría representar la cúspide en el desarrollo de este estilo.

La progresión de acordes que comienza el Prophetiae sibyllarum de Lasso choca incluso a los oídos actuales, acostumbrados a la música de los siglos XX y XXI. Los acordes iniciales son Do mayor - Sol mayor - Si mayor - Do sostenido menor - Mi mayor - Fa sostenido menor; todos en estado fundamental, cantan el texto: «Carmina chromatico, quae audis modulata tenore» -- «Las canciones cromáticas, que usted escucha para ser realizado agraciado» o «las canciones cromáticas, que usted escucha para tener un tenor modulante» (un retruécano en latín).
El estilo de musica reservata con su implicación de un estilo de composición e interpretación altamente refinado y quizás manierista junto con una audiencia minoritaria, evoca tanto el ars subtilior como el grupo de compositores de Aviñón de finales del siglo XIV, y también quizás algunas de las piezas de música clásica del vanguardismo contemporáneo de finales del siglo XX. El estilo también se puede comparar con algunos de los madrigales y motetes cromáticos del compositor italiano Carlo Gesualdo, unas pocas décadas posterior.